# هولس‌برخ
هولس‌برخ (به هلندی: Hulsberg) یک منطقهٔ مسکونی در هلند است که در Nuth واقع شده‌است. هولس‌برخ ۴٬۳۰۰ نفر جمعیت دارد.